# Klocek hamulcowy roweru

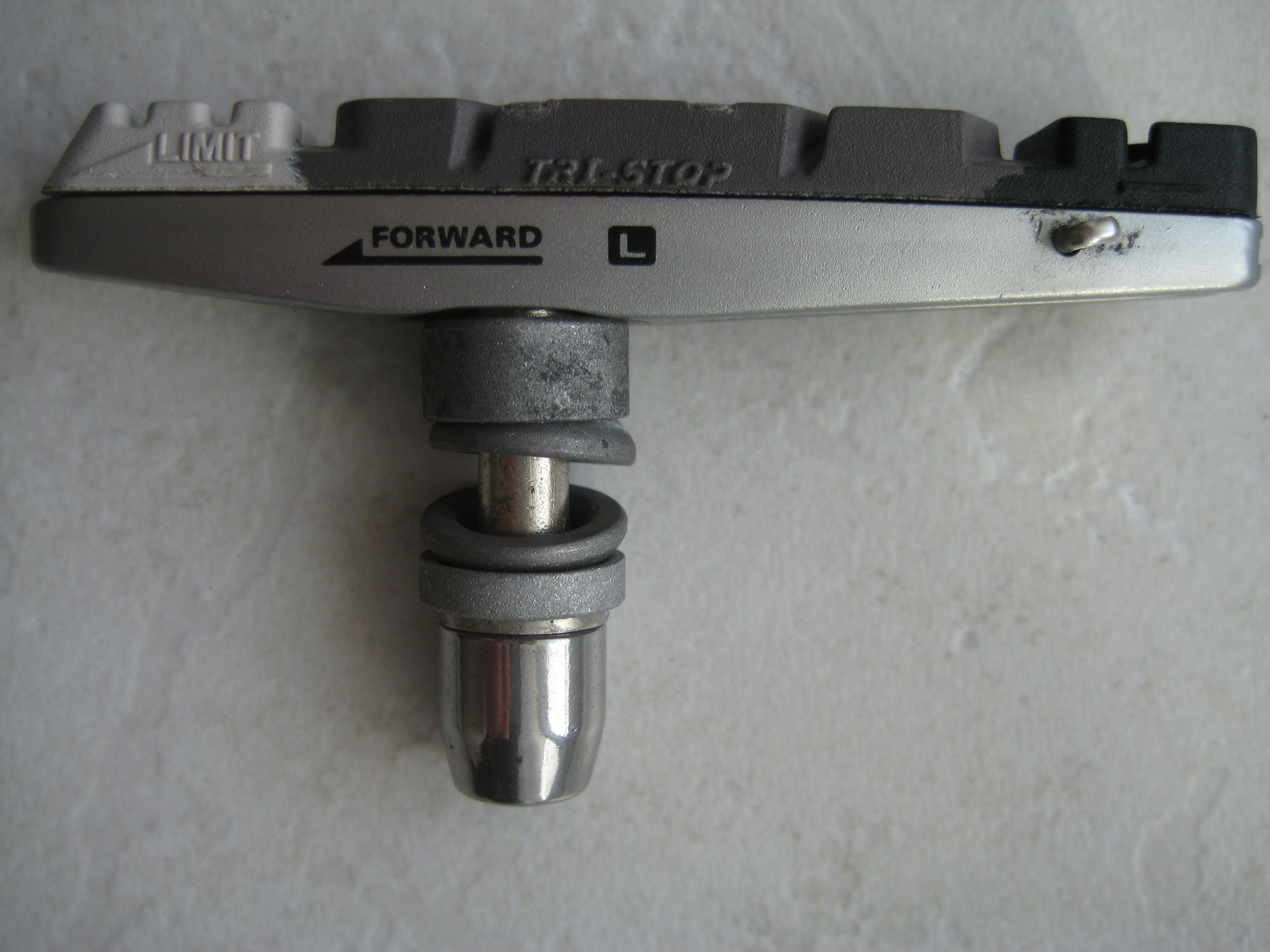
Klocek hamulcowy do systemu V-brake (wersja z wymiennym elementem ciernym).

Klocek hamulcowy roweru – element szczękowego hamulca roweru służący do tarcia o powierzchnię obręczy roweru, wytwarzany z różnego rodzaju mieszanek ciernych (zależnie od zastosowań). Hamulce oparte na klockach są jak na razie najpopularniejsze, głównie z powodu niskich kosztów.
Istnieją dwa rodzaje klocków hamulcowych do roweru:
- klocki zintegrowane – w których element mocujący jest na stałe połączony z elementem ciernym
- klocki z wymiennym elementem ciernym – w których element mocujący i element cierny (wkład cierny) są połączone za pomocą specjalnej szyny, dzięki czemu można wymieniać wkładki bez konieczności kupowania całych klocków.

Klocki zintegrowane są tańsze przy pojedynczym zakupie, jednak klocki z wymiennymi okładkami są bardziej ekonomiczne przy dłuższym stosowaniu – zwłaszcza w przypadku rowerów wyczynowych.
Oprócz tego klocki różnią się twardością zastosowanej w nich okładziny ciernej oraz długością elementu ciernego. Klocki przeznaczone do pracy w szczególnie trudnych warunkach są często konstruowane z kilku sekcji okładziny ciernej o stopniowo narastającej twardości lub są specjalnie żłobkowane, co ma w zamyśle konstruktorów zapobiegać piskom i poprawiać skuteczność hamowania.